# Černochov
Černochov (em húngaro: Csarnahó) é um município da Eslováquia, situado no distrito de Trebišov, na região de Košice. Tem 6,16 km² de área e sua população em 2018 foi estimada em 189 habitantes.

## Demografia
| Ano:        | 1994 | 2004   | 2014   | 2024   |
| ----------- | ---- | ------ | ------ | ------ |
| Broj ljudi: | 238  | 223    | 203    | 187    |
| Razlika:    |      | -6,30% | -8,96% | -7,88% |

| Ano:               | 2023 | 2024   |
| ------------------ | ---- | ------ |
| Número de pessoas: | 184  | 187    |
| Diferença:         |      | +1,63% |